# Peer-Education
Peer-Education, auch Peergroup-Education oder Peer-Group-Education bezeichnet einen gängigen sozialpädagogischen Arbeitsansatz, der Mitte der 1970er Jahre in den Vereinigten Staaten und Großbritannien vorwiegend als eine Form personal-kommunikativer Prävention in der Gesundheits- und Sexualerziehung genutzt wurde.

## Definition
Peer-Education-Strategien bedeuten den Einsatz speziell geschulter Jugendlicher, hier Multiplikatoren oder auch Peers genannt, um eine bestimmte Gruppe (z. B. Schulklasse, Jugendfreizeiteinrichtung) hinsichtlich einer bestimmten Thematik (z. B. Verhütung, Drogenkonsum) zu informieren. Dabei wird der Multiplikatoreneffekt angestrebt, wonach nicht nur die geschulten Peers die Gruppe informieren, sondern auch die dadurch informierten Mitglieder der Gruppe wiederum in ihren jeweiligen Peergruppen dieses Wissen weitervermitteln, das sich auf diese Weise innerhalb der jeweiligen Gesamtzielgruppe multipliziert. So kann schließlich die bisherige Zielgruppe zum neuen Multiplikator werden, was sich theoretisch weiter fortsetzen kann.
Entsprechend steht Peer-Education für den Aufbau eines Angebotes gegenseitiger Unterstützung und Hilfe sowie sinnvoller Beeinflussung und Anpassung durch Gleichaltrige. Dem liegt die Annahme zugrunde, dass jugendliche Lehrpersonen einen größeren Lehrerfolg erzielen können, da Inhalte von Gleichaltrigen anzunehmen Jugendlichen häufig leichter fällt, zumal so eine wesentlich stärkere Orientierung an ihrer eigenen Lebenswelt möglich ist. Der Multiplikator definiert sich dabei weniger als leitender oder lenkender Lehrer, sondern eher als Lernbegleiter, was zwischen Lehrenden und Lernenden ein gleichgewichtetes Verhältnis herstellen soll und so die für Peer-Interaktion elementare Gleichrangigkeit ermöglicht.

### Die Multiplikatoren
Bevor ein Jugendlicher jedoch seiner Tätigkeit als Multiplikator nachgehen kann, durchläuft er eine spezielle Schulung. Durch eine Kombination der Vermittlung von Sach- und Lehrkompetenzen, durch professionelle Fachkräfte und lebensnahe Erfahrungsschilderungen werden die Multiplikatoren auf den Peer-Education-Prozess vorbereitet. Ein weiteres Ziel der Multiplikatorenschulung ist die Auseinandersetzung mit den Zielen und Grenzen des Peer-Ansatzes sowie mit gruppendynamischen Problemen und den eigenen Normen und Wertvorstellungen. Des Weiteren stehen hier auch der Erwerb von Trainingsstrategien und Leitungskompetenzen sowie die Erprobung von Methoden im Vordergrund.

### Der Professionelle
Abgesehen von der Organisation der Multiplikatorenschulung, ist die Rolle des Professionellen im Rahmen des eigentlichen Peer-Education-Prozesses vorwiegend kontrollierender und unterstützender Natur. Zwar werden die Inhalte und Abläufe gemeinsam initiiert, jedoch wird die Verantwortung letztlich komplett in die Hände der Multiplikatoren gegeben und weitere Unterstützung nur bei Bedarf geleistet.

### Ziele
Das hauptsächliche Ziel von Peer-Education-Strategien ist die Vermittlung von Informationen, die dazu beitragen, dass Jugendliche ihr Wissen, ihre Vorurteile und Vermutungen hinsichtlich spezifischer Thematiken zunehmend hinterfragen und möglicherweise eine entsprechende Einstellungsänderung vollziehen.
Weitere Ziele sind zum Beispiel der Zuwachs von Selbstwert und Ich-Stärke sowie die Entwicklung allgemeiner Lebenskompetenzen, was durch eine Förderung der sozialen Kompetenzen mit Hilfe von Kontakt- und Kommunikationstrainings realisiert wird. Unter anderem durch die Möglichkeiten der kreativen Freizeitgestaltung, durch Gruppenübungen und das Aufzeigen von Entspannungsmöglichkeiten, werden zusätzlich Teamfähigkeit sowie Ressourcen zur Stress- und Konfliktbewältigung entwickelt.
Peer-Education-Strategien bieten die Möglichkeit, Jugendliche in ihrer Gesamtheit zu stärken und sie so schließlich für lebenslanges Lernen und das Bestehen herausfordernder Situationen in Schule, Ausbildung und Beruf zu qualifizieren.

## Theoretischer Unterbau: Peer-Gruppen als Instanz informeller Bildung und Sozialisation
Vor allem im Jugendalter stellen die sozialen Beziehungen zu Gleichaltrigen im Hinblick auf (teil)gesellschaftliche Integration und vor dem Hintergrund von Anerkennung, Wohlbefinden und reflexiver Selbstvergewisserung ein zentrales Bezugssystem dar.
Das zusätzliche Einwirken sozialer Netzwerke außerhalb der familiären Reichweite erscheint daher folgerichtig, zumal das Eltern-Kind-Verhältnis in dieser Lebensphase durch die einsetzende Eigenständigkeit des Jugendlichen und die damit im Zusammenhang stehende Distanzierung von den Eltern zahlreichen Transformationen ausgesetzt ist.

### Das Verhältnis von Eltern-Kind-Beziehungen und Peer-Beziehungen
Nicht nur hinsichtlich der Freizeitgestaltung, sondern auch mit Blick auf die kulturelle Lebensführung und die soziale Orientierung lösen diese sogenannten Peer-Gruppen die Familie in vielen Bereichen als zentrales Bezugssystem ab.
Im Laufe der Jugendphase beanspruchen Jugendliche im Zuge vollkommen natürlicher Verselbstständigungsbestrebungen zunehmend mehr Entscheidungsspielräume, in die ihre Eltern nicht mehr hineinregieren sollen oder können. 
Eltern-Kind-Beziehungen und Peer-Beziehungen stehen dabei als die beiden zentralen Bezugsgrößen der Sozialisation im Jugendalter in einer deutlichen Wechselwirkung zueinander.
Die besondere Position in der Entwicklung junger Menschen erschließt sich dabei aus der besonderen Form der Sozialbeziehungen, die in beiden Systemen vorherrschen und die sich nicht nur auf bestimmte Fähigkeiten oder Eigenschaften einer Person richten, sondern die gesamte Person fassen und so deren Unaustauschbarkeit und ihren sozialen Wert begründen.
Bereits Jean Piaget bestimmte Peer-Interaktion, also eine gleichberechtigte Auseinandersetzung mit Gleichaltrigen, als Möglichkeit zur Entwicklung gegenseitigen Verstehens und moralischer Urteilsfähigkeit, und somit als entscheidende Instanz der sozial-kognitiven Entwicklung. 
Neben den Aspekten der Gleichrangigkeit und Gleichaltrigkeit sind weitere grundlegende Dimensionen der Peer-Interaktion, wie die zeitliche Strukturierung und die soziale Regulierung, für die grundlegende strukturelle Differenz der sozialen Beziehungsgefüge Peer-Gruppen und Familie verantwortlich, was neben verschiedenen Erfahrungsräumen auch unterschiedliche Beziehungs- und Interaktionslogiken generiert.

### Ko-Konstruktion von sozialen und kulturellen Standards
Da Peer-Beziehungen in Abgrenzung zum Familiensystem den Charakter von gewählten und prinzipiell kündbaren Freundschaftsbeziehungen haben, müssen Jugendliche selbst Verantwortung für die Initiierung und Aufrechterhaltung ihrer Peer-Beziehungen übernehmen. Auf diese Weise sind sie gezwungen, durch ihr Interaktionsverhalten, zur Unterstützung und Stärkung der eigenen sozialen Identität, ihre Akzeptanz in der gleichaltrigen Bezugsgruppe sicherzustellen.
Anders als in Familiensystemen, in denen auf vordefinierte Rollenerwartungen und Verhaltensstandards zurückgegriffen wird, müssen Jugendliche die entsprechenden Normen, Verhaltensregeln und internen Strukturen eigenständig innerhalb der Peergruppe aushandeln. Der US-amerikanische Psychologe James Youniss beschrieb diese Abstimmungsprozesse als „Ko-Konstruktion“ von sozialen und kulturellen Standards, die für die Autonomieentwicklung in der Jugendphase eine zentrale Rolle spielen.

### Peer-Lernen
Peer-Gruppen eröffnen neue Bildungs- und Sozialisationsräume, die vor allem informelles Lernen und den Erwerb von sozialen Kompetenzen begünstigt. Die meist in der Freizeit der Jugendlichen stattfindenden Lernprozesse können vermutlich am treffendsten als „Lernen mit Gleichaltrigen, von Gleichaltrigen“ beschrieben werden. In diesem Zusammenhang wird die besondere Wirksamkeit von Peerbeziehungen im Jugendalter unter anderem durch sozialkognitive Lerntheorien erklärt.
Nach der kognitiven Theorie des sozialen Lernens oder vereinfacht dem Beobachtungs- bzw. Modelllernen, vertreten durch den kanadischen Psychologen Albert Bandura, kann im Rahmen sozialer Interaktion beispielsweise ein erfahrener Freund als Modell fungieren und imitiert werden. Das so initiierte soziale Lernen gliedert sich in Aufmerksamkeits-, Gedächtnis-, Reproduktions- und Motivationsprozesse; Motivation kann hierbei, nach Bandura, nicht nur unmittelbar hervorgerufen werden, sondern auch indirekt oder stellvertretend (z. B. durch Verstärkung oder Bestrafung des Modells) folgen. So werden in den Zusammenhängen von Peer-Gruppen vielfältige Lern-, Erfahrungs- und Experimentierchancen geschaffen, die zur Entwicklung eigener Lebensstile, Normen, Werte und Ausdrucksweisen dienen können. Hier wird der besondere Einfluss von Peer-Gruppenbeziehungen auf den Erwerb von sozialen Kompetenzen sowie Sach- und Fachkompetenzen deutlich.

#### Der Erwerb sozialer Kompetenzen
Beim Erwerb sozialer Kompetenzen, die unterschiedliche Fähigkeiten, Einstellungen und Fertigkeiten umfassen können, die wiederum die Qualität des eigenen sozial kompetenten Verhaltens fördern, erlernt der Jugendliche im Zuge von Bildungs- und Sozialisationsprozessen bestimmte Verhaltensregeln, die im Umgang mit Anderen erwünscht und für einen friedfertigen Ablauf zwischenmenschlicher Kontakte wichtig sind. Dabei entstehen Bildungsleistungen in Peer-Gruppen strukturell in enger Anlehnung an die Form der Freundschaftsbeziehung. In dem nicht-leistungsbezogenen, freiwillig gewählten und von der Erwachsenengesellschaft in der Regel kaum kontrollierten Raum, den Freundschaftsbeziehungen im Rahmen von Peer-Gruppen bieten, haben Jugendliche die Möglichkeit, Verhaltensweisen und Lebensstile einzuüben, ohne eventuellen Sanktionierungen ausgesetzt zu sein. So kann die eigene (soziale) Identität erprobt und gestaltet werden.
Die häufig nicht vorhandenen engen Strukturen und gegenseitigen Verpflichtungen in Peer-Gruppen ziehen jedoch auch die Gefahr einer schnellen Auflösung der Beziehung nach sich, was nur durch stetige Verhandlungs- und Vergewisserungsprozesse innerhalb der Peer-Gruppe verhindert werden kann. Innerhalb von Peer-Gruppen spielt also auch die Bereitschaft zur Kompromissfindung eine wichtige Rolle, wofür ein hohes Maß an Kooperations- und Kritikfähigkeit nötig ist, das wiederum in Interaktionen mit Peer-Gruppenmitgliedern erlernt und so zur Grundlage für den Aufbau und die Entwicklung längerfristiger sozialer Beziehungen wird. Indem Regeln und Normen in Peer-Gruppen grundsätzlich nicht nur passiv verinnerlicht, sondern in erster Linie gemeinsam ausgehandelt werden, wird zusätzlich die eigene Argumentationsfähigkeit, Kooperationsbereitschaft sowie empathisches Verhalten entwickelt.
Jugendliche lernen also letztlich auf sozialer, kommunikativer und emotionaler Ebene, mit anderen Menschen in Kontakt zu treten und erfahren in einer Beziehungskonstellation unter Gleichgestellten, welche unterschiedlichen und vom Individuum abhängenden Verhaltensweisen und Kommunikationsformen zur Aufrechterhaltung einer sozialen Beziehung erforderlich sind.

#### Erwerb von Sach- und Fachkompetenzen
Im Rahmen von Peer-Interaktion ist auch die Vermittlung von Sach- und Fachkompetenzen, bei der nicht die Beziehungstauglichkeit, sondern vielmehr die kognitiven Leistungsfähigkeiten im Vordergrund stehen, bedeutsam. 
Viele Kompetenzen werden nicht vordergründig im Rahmen von Unterrichtssituationen oder familiärer Interaktion erworben, sondern gehen vielmehr auf Lernprozesse zurück, die durch gemeinsames Experimentieren, Ausprobieren und Beobachten in freundschaftlichen Peer-Beziehungen initiiert werden. Sprachkompetenzen bilden eine mögliche kognitive Leistungsfähigkeit, die neben dem schulischen Kontext vor allem auf der Basis und vor dem Hintergrund von Peer-Beziehungen entwickelt wird.
Der Erwerb der deutschen Sprache stellt für die Integration in die Erwachsenengesellschaft einen entscheidenden Faktor dar. Für Jugendliche mit einem Migrationshintergrund gestaltet sich der Erwerb der deutschen Sprache im eigenen familiären Kontext problematisch, wenn in diesen Familien die Herkunftssprache als Alltagssprache genutzt wird. Hier ermöglicht das informelle Lernen in Peer-Gruppen den Erwerb einer besseren Sprachkompetenz. So wirkt sich der vermehrte Umgang mit deutschstämmigen Gleichaltrigen, im Rahmen interethnischer Freundschaftsbeziehungen, für Jugendliche mit einem Migrationshintergrund positiv auf den Erwerb der deutschen Sprache aus, was sich nicht nur bildungsperspektivisch, sondern auch gesellschaftspolitisch, in Bezug auf Fremdenfeindlichkeit und kulturelle Aufgeschlossenheit niederschlägt.
Die sehr hohe von Peer-Gruppen ausgehende Wirkung beim Erwerb unterschiedlicher Sach- und Fachkompetenzen wird alltäglich erfolgreich genutzt, beispielsweise im sportlichen Kontext bei Mannschaftssportarten oder in Form unterschiedlicher Unterrichtsmethoden mit Gruppenaufgaben. Das Ausmaß der entstehenden Bildungs- und Sozialisationseinflüsse ist dabei von der besonderen Form und Zusammenstellung der Peer-Gruppe (beispielsweise enge Freundschaft, Cliquenbeziehung oder Jugendszene) sowie der Konstellation der Bezugsgruppenmitglieder (z. B. Geschlecht, Alter, soziale und nationale Herkunft) abhängig.